# Tityus romeroi
Espèce
Tityus romeroi est une espèce de scorpions de la famille des Buthidae.

## Distribution
Cette espèce est endémique de l'État de Bolívar au Venezuela. Elle se rencontre dans la Sierra de Imataca.

## Étymologie
Cette espèce est nommée en l'honneur de Manuel E. Romero.

## Publication originale
- González-Sponga, 2008 : « Biodiversidad en Venezuela. Descripcion de cuatro nuevas especies del género Tityus Koch, 1836 (Scorpionida : Buthidae) de los Estados Monagas, Sucre y Bolivar. » Boletín de la Academia de Ciencias Físicas, Matemáticas y Naturales de Venezuela, vol. 68, no 4, p. 9-30.